# LÉ James Joyce (P62)
Le James Joyce ou LÉ James Joyce (P62) est le second navire de la classe Samuel Beckett de trois patrouilleurs océaniques de la marine irlandaise. Il a pris le nom de l'écrivain irlandais James Joyce.
Comme d'autres patrouilleurs de l'Irish Naval Service, sa mission principale est la protection des zones de pêche, la recherche et le sauvetage, et des opérations de protection maritime, y compris les arraisonnements.

## Histoire
En octobre 2010, la marine irlandaise a ordonné la construction d'une nouvelle classe de patrouilleur au chantier naval Babcock Marine d'Appledore. Cette classe Samuel Beckett a été conçue par Vard Marine, concepteur du LÉ Róisín (P51). Le bâtiment est conçu pour un équipage de 44 hommes et de 10 stagiaires supplémentaires. Il peut aussi transporter des submersibles télécommandés et une chambre de décompression pour des plongeurs ainsi que des bateaux semi-rigides. Il possède une surface d'envol sur le pont pour recevoir des drones.
Le James Joyce a remplacé le LÉ Aoife (P22) (en) qui a été désarmé en janvier 2015 et remis en service en juin 2015 au sein des Forces armées de Malte.

### Note et référence
- (en) Cet article est partiellement ou en totalité issu de l’article de Wikipédia en anglais intitulé « LÉ James Joyce (P62) » (voir la liste des auteurs).